# 성한준
성한준(1988년 ~ )은 대한민국의 가수다. 2019년 싱글 앨범 [이 멜로디]로 데뷔했다.

## 방송
- 판타스틱 듀오 2 (2017) - 에일리편 우승
- 불토엔 혼코노 (2018) - Top7(5위)

## 음반
- 이 멜로디 (2019)
- 우리, 그 노래 (2019)
- 달 위를 걸어 (2019)
- 지워내기 (2020)
- 오늘은 여기 두고 가 (2020)
- 사랑이 끝내 남아서 (2020)

### 젬스톤
- 바람 불던 밤 (2020)
- 이별 이야기 (2021)